# Африка (римская провинция)

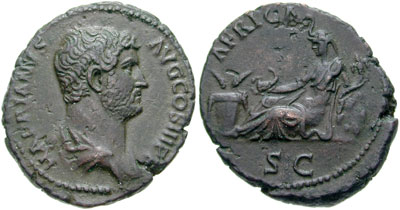
Римская монета в честь провинции Африки, отчеканена в 136 году н. э. при императоре Адриане. На обороте изображена девушка, олицетворяющая Африку, в шапке в форме головы слона.

А́фрика (лат. Africa Proconsularis, Africa Vetus) — провинция Древнего Рима с центром в Утике, занимавшая территорию современного северного Туниса и средиземноморское побережье современной западной Ливии вдоль залива Малый Сирт.

## История
Об истории Северной Африки до римского завоевания см.: Доисторическая Северная Африка
Первые полисы на территории будущей провинции Африка, такие как Утика, Карфаген, Тапс, Гадрумет были основаны финикийскими переселенцами в XI—IX в. до н. э. К VI в. до н. э. доминирующую роль в этом регионе стал играть Карфаген, подчинивший своему влиянию средиземноморское побережье Африки от Ливии до Геркулесовых столбов, почти всю Испанию, а также контролировавший импорт олова из Британии. В начале V в. до н. э. интересы римлян и карфагенян пересеклись в споре за обладание Сицилией. В череде войн карфагеняне были сначала вытеснены с острова, а затем в 146 до н. э. в результате Третьей Пунической Войны Карфаген был окончательно повержен, а его стены срыты. На плодородных землях, окружавших руины Карфагена, была организована римская провинция Африка, управляемая проконсулом из Утики. Остальная часть африканских владений Карфагена отошла к союзнику Рима нумидийскому царю Масиниссе. В 118 до н. э. на границе с провинцией, в Нумидии, разгорелась гражданская война. Вмешательство Рима привело к затяжной Югуртинской войне, закончившейся в 105 до н. э. пленением зачинщика войны, нумидийского царя Югурты.
Во время гражданской войны между Цезарем и Помпеем на территории Африки были разбит один из последних оплотов республиканцев. Осада Утики и смерть Катона Младшего неоднократно воспевалась в римской литературе.
В 18 году н. э. нумидиец Такфаринат, служивший во вспомогательных подразделениях римского войска, бежал в племя мусуламиев, где набрал войско, и, организовав его по римскому образцу и войдя в союз с мавретанцами и кинифиями, начал разбойничьи набеги на города провинции. Неоднократно римские полководцы (в 18 году — Фурий Камилл, в 20 году — Луций Апроний, в 22 году  — Квинт Юний Блез) одерживали победы над Такфаринатом, но он неизбежно отступал в пустыню, где собирал своих сторонников и вновь приступал к военным действиям. В 24 году Публий Корнелий Долабелла смог окружить вражеское войско вблизи Авзеи. Когда исход сражения стал ясен, Такфаринат бросился на свой меч.
Некоторые реформы провинций проводились при Августе и Калигуле, но только при Клавдии территориальное разделение Римской империи было утверждено окончательно. Африка стала сенатской провинцией. После административной реформы Диоклетиана она была разделена на две провинции: северную часть — лат. Africa Zeugitana (которая сохранила название лат. Africa Proconsularis), управляемую проконсулом, и лат. Africa Byzacena — южную часть.
Этот регион оставался под властью Римской империи вплоть до Великого переселения народов в V в. В 429 вандалы переправились в Северную Африку из Испании и к 439 году основали своё королевство, которое, кроме Африки, включало в себя ещё Сицилию, Корсику, Сардинию и Балеарские острова. В Королевстве Вандалов роль элиты играли воины, которые чётко отделяли себя от местного романо-африканского населения, урезая последнее в правах. К концу V в. Королевство Вандалов пришло в упадок, и большую часть его территории заняли мавры и другие племена пустыни.
В 533 году византийский император Юстиниан Великий, используя как предлог династические споры вандалов, посылает в Африку армию под командованием Велизария. В результате короткой кампании Велизарий победил вандалов, с триумфом вошёл в Карфаген и восстановил императорскую власть в провинции. Византийская администрация успешно противостояла нападениям пустынных племен и посредством строительства широкой сети укреплений поддерживала свою власть внутри провинции. Североафриканские провинции вместе с владениями Византии в Испании были преобразованы императором Маврикием в Африканский экзархат.
Экзархат находился на вершине могущества и, когда к власти в Константинополе пришёл узурпатор Фока, экзарх Африки Ираклий Старший не подчинился новому императору и послал войска во главе со своим сыном Ираклием (будущим императором) на борьбу с тираном (610 год). Эта стабильность и мощь видна в том, что Ираклий размышлял о перенесении столицы из Константинополя в Карфаген. Столкнувшись с волной мусульманского завоевания в 640 году и потерпев ряд военных неудач, экзархи приступили к оборонительной тактике, стремясь остановить нашествие. Но в 698 году мусульманская армия из Египта захватила Карфаген и подчинила весь экзархат, изгнав римлян из северной Африки окончательно. Хотя христианство не было запрещено арабами, через несколько веков население постепенно перешло в ислам, чему способствовало переселение сюда большого числа арабов. Последние христианские могилы в Северной Африке датируются XIV веком.

## Экономика
Основным источником доходов африканских полисов было сельское хозяйство. Названная «житницей империи», северная Африка производила примерно 1 миллион тонн зерна в год, четверть которого экспортировалась. Кроме злаков выращивались также бобы, а также инжир, виноград и другие фрукты. Во втором веке оливковое масло, как и хлеб, было выгодным экспортным товаром. Вдобавок к работорговле и ловле и перевозке экзотических диких животных, на экспорт шли текстиль, мрамор, вино, лес, домашний скот, шерсть и гончарные изделия.
Регион был одним из оплотов магнатских латифундий.

## Проконсулы Африки
Основная статья: Список римских наместников Африки
- 42—36 годы до н. э. — Марк Эмилий Лепид
- 22—21 годы до н. э. — Луций Корнелий Бальб Младший
- Суэлий Флакк
- Юлий Матерн
- 17—18 годы. н. э. — Марк Фурий Камилл
- 18—20 годы н. э. — Луций Апроний
- 21—22 годы н. э. — Квинт Юний Блез
- 23—? годы н. э. — Публий Корнелий Долабелла
- между 32 и 38 годами н. э. — Марк Юний Силан
- около 42—44 годов н. э. — Сервий Сульпиций Гальба
- ?—61 годы н. э. — Тит Флавий Веспасиан
- 61 или 62 год н. э. — Авл Вителлий
- ?—70 годы н. э. — Луций Кальпурний Пизон (консул 57 года)
- 237—238 годы н. э. — Гордиан I
- 394—395 годы н. э. — Флавий Герод